# Hempstead (Texas)
Hempstead ist die Bezirkshauptstadt und Sitz der Countyverwaltung (County Seat) des Waller County im US-Bundesstaat Texas in den Vereinigten Staaten. Das U.S. Census Bureau hat bei der Volkszählung 2020 eine Einwohnerzahl von 5.430 ermittelt.

## Geographie
Die Stadt liegt im mittleren Südosten von Texas am U.S. Highway 290, 90 km nordwestlich von Houston und hat eine Gesamtfläche von 12,9 km².

## Geschichte
Gegründet wurde der Ort 1857 durch Dr. Richard Rodgers Peebles und James W. McDade in Erwartung der Verlegung der Gleise durch die Houston and Texas Central Railway. Benannt wurde der Ort nach Dr. G. S. B. Hempstead, einem Schwager von Dr. Peebles.

## Demografische Daten
Nach der Volkszählung im Jahr 2000 lebten hier 4.691 Menschen in 1.663 Haushalten und 1.124 Familien. Die Bevölkerungsdichte betrug 364,4 Einwohner pro km2. Ethnisch betrachtet setzte sich die Bevölkerung zusammen aus 39,86 % weißer Bevölkerung, 43,44 % Afroamerikanern, 0,15 % amerikanischen Ureinwohnern, 0,19 % Asiaten, 0,02 % Bewohnern aus dem pazifischen Inselraum und 14,65 % aus anderen ethnischen Gruppen. Etwa 1,68 % waren gemischter Abstammung und 24,77 % der Bevölkerung waren spanischer oder lateinamerikanischer Abstammung.
Von den 1.663 Haushalten hatten 34,8 % Kinder unter 18 Jahre, die im Haushalt lebten. 41,3 % davon waren verheiratete, zusammenlebende Paare. 20,1 % waren allein erziehende Mütter und 32,4 % waren keine Familien. 26,3 % aller Haushalte waren Singlehaushalte und in 10,0 % lebten Menschen, die 65 Jahre oder älter waren. Die Durchschnittshaushaltsgröße betrug 2,73 und die durchschnittliche Größe einer Familie belief sich auf 3,35 Personen.
29,3 % der Bevölkerung waren unter 18 Jahre alt, 14,2 % von 18 bis 24, 26,6 % von 25 bis 44, 18,0 % von 45 bis 64, und 12,0 % die 65 Jahre oder älter waren. Das Durchschnittsalter war 29 Jahre. Auf 100 weibliche Personen aller Altersgruppen kamen 97,4 männliche Personen. Auf 100 Frauen im Alter von 18 Jahren und darüber kamen 92,0 Männer.
Das jährliche Durchschnittseinkommen eines Haushalts betrug 24.095 USD, das Durchschnittseinkommen einer Familie 29.744 USD. Männer hatten ein Durchschnittseinkommen von 26.673 USD gegenüber den Frauen mit 20.938 USD. Das Prokopfeinkommen betrug 11.560 USD. 29,9 % der Bevölkerung und 22,9 % der Familien lebten unterhalb der Armutsgrenze. Davon waren 37,5 % Kinder und Jugendliche unter 18 Jahren und 25,5 % waren 65 oder älter.